# Gísli Jónsson
Gísli Jónsson, född omkring 1513, död den 3 september 1587, var en isländsk biskop.
Gísli Jónsson var en av reformationens första anhängare på Island. Som präst i Selárdalur på västlandet blev han år 1550 av den romersk-katolske Hólarbiskopen Jon Arason fördriven ur landet och tvungen att fly till Danmark. Han valdes 1556 till Marteinn Einarssons efterträdare på Skálholts biskopsstol. 
Gísli Jónsson ägnade sig som biskop främst åt avskaffande av medeltida sedvänjor och bruk hos folket och utbildande av renläriga lutherska präster. Undfallande mot överheten, tillät han denna att efter behag handskas med biskopssätenas egendomar. Som karaktär kan man lätt uppfatta Gísli Jónsson som rätt tvetydig.